# 스가오촌 (오이타현)
스가오촌(菅尾村)은 오이타현 오노군에 설치되었던 촌이다. 현재의 분고오노시에 해당한다.